# Amorpha juglandis
Genre
Espèce
Amorpha juglandis est la seule espèce du genre monotypique de lépidoptères Amorpha. Elle appartient à la famille des Sphingidae, à la sous-famille des Smerinthinae et à la tribu des Smerinthini.

## Distribution
Amérique du Nord, de l'océan Atlantique aux montagnes Rocheuses; au Canada et aux États-Unis.

## Description
L'envergure varie de 45 à 75 mm.

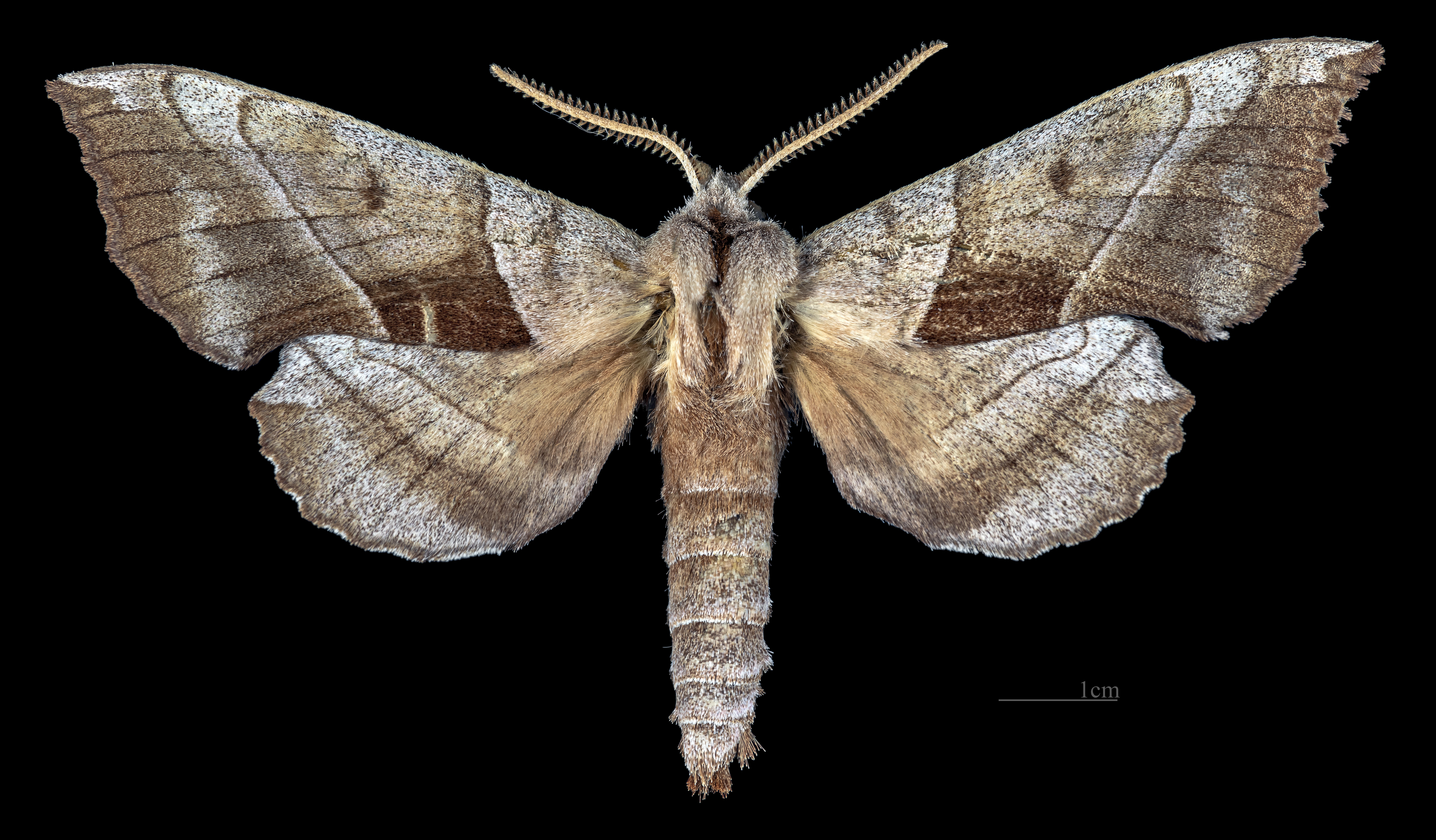
Avers du mâle (coll.MHNT)
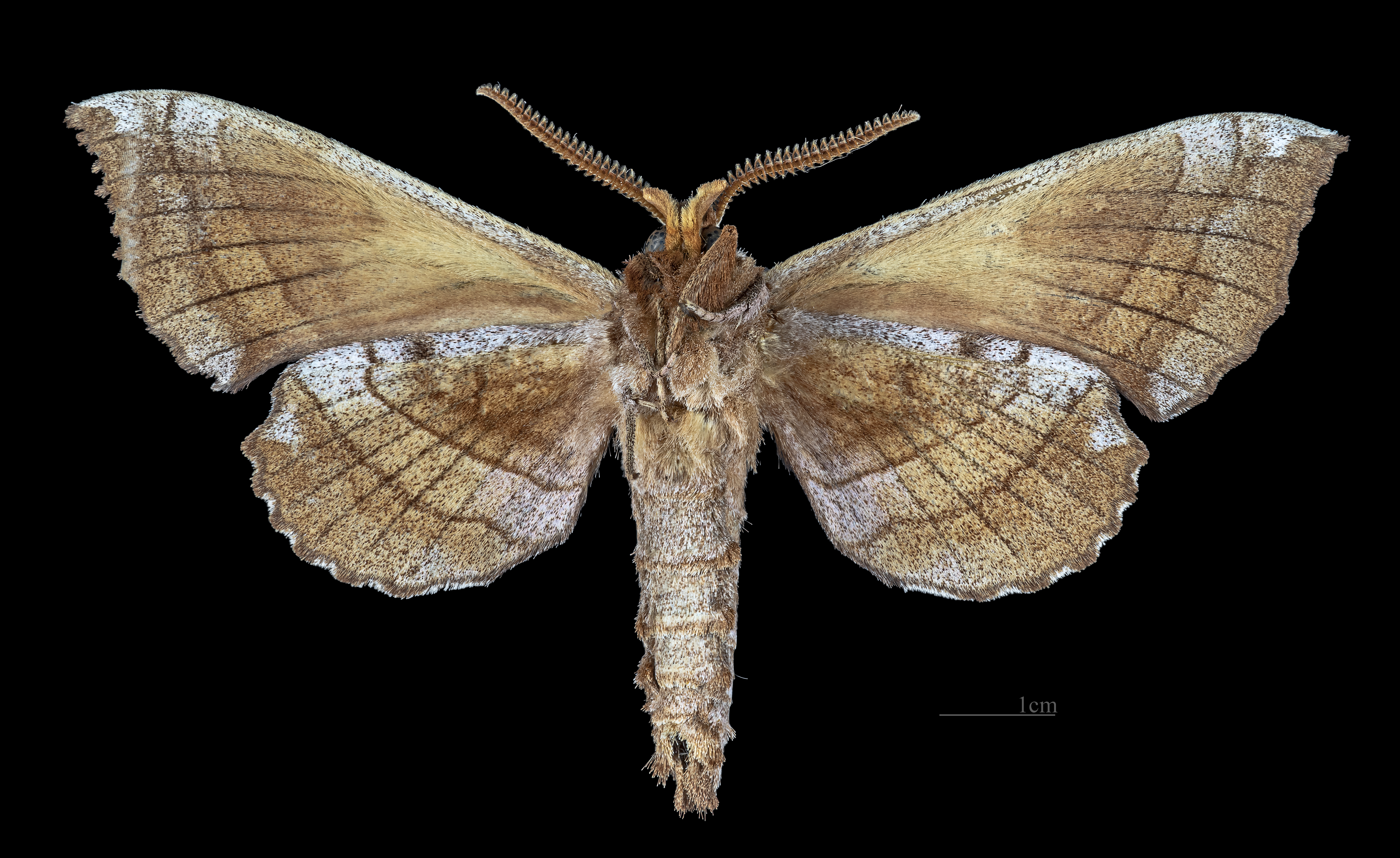
Revers du mâle (coll.MHNT)
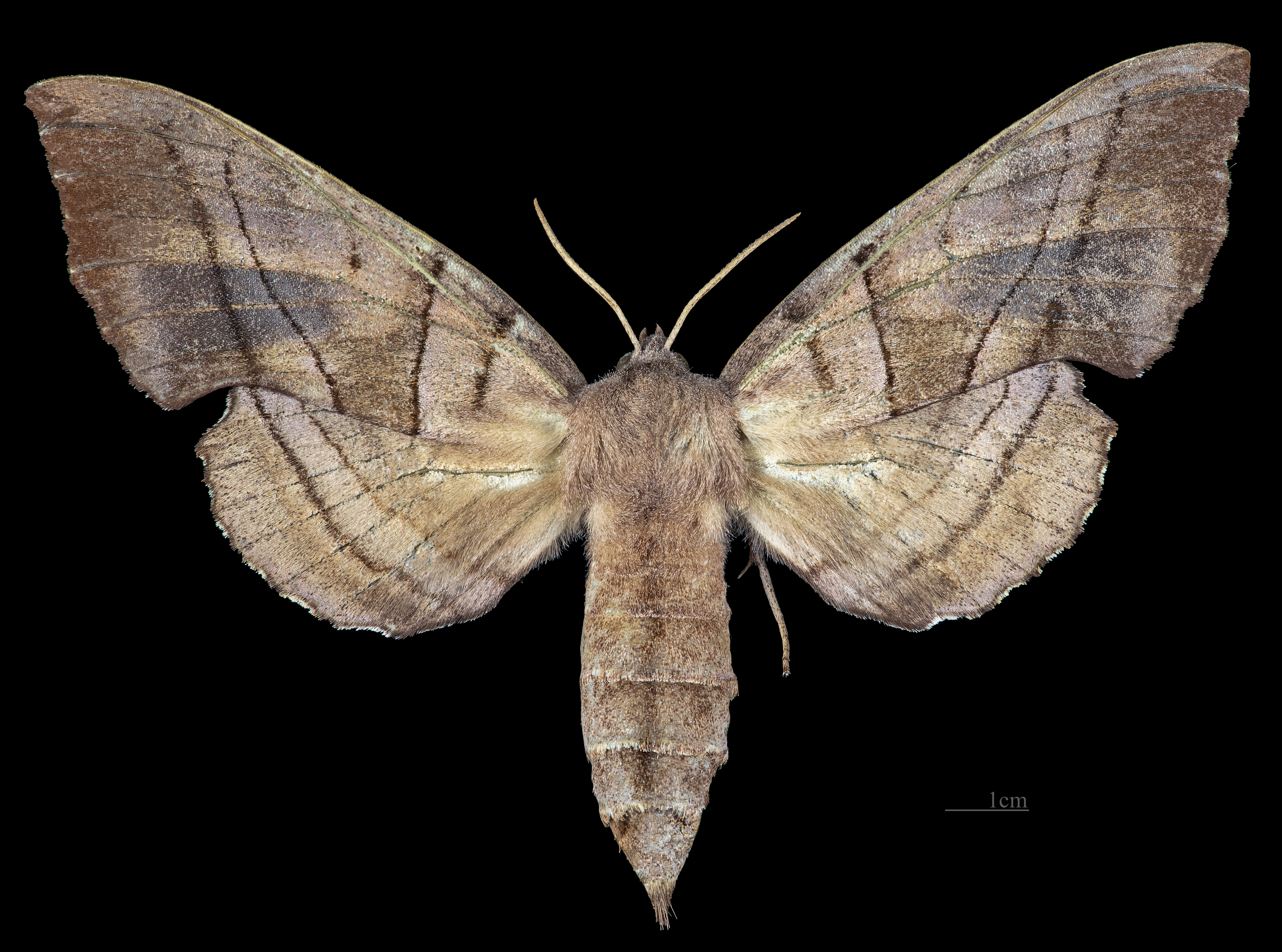
Avers de la femelle (coll.MHNT)
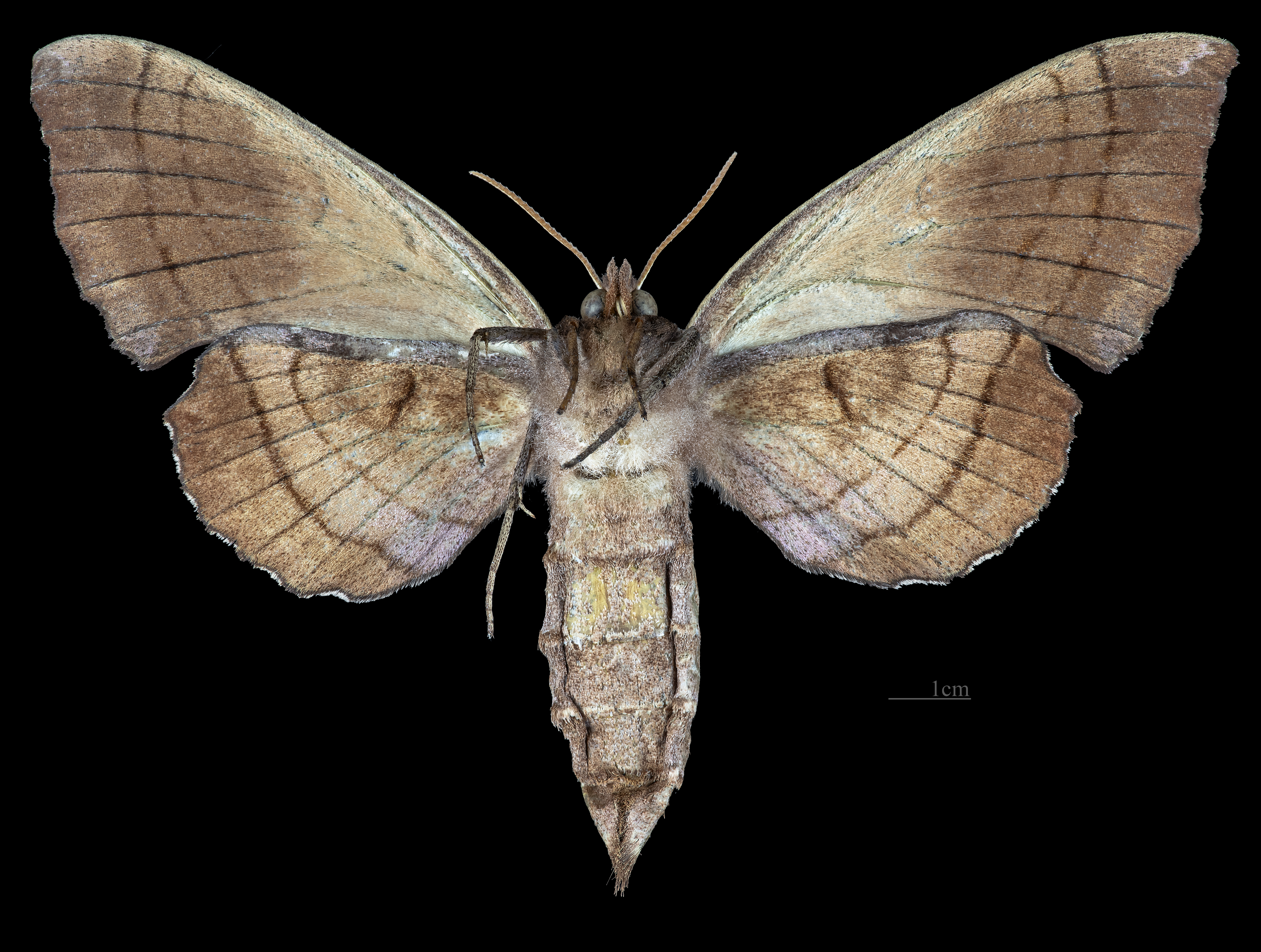
Revers de la femelle (coll.MHNT)

## Biologie
Les papillons volent la nuit et viennent à la lumière. Ils ne semblent pas trop attirés par les fleurs, ayant une spiritrompe assez courte ou réduite. Les femelles pondent leurs œufs sur des plantes de la famille des Boraginaceae.
La chenille se nourrit d'espèces d'aulne (Alnus), d'hickory (Carya), de noisetier (Corylus), de hêtre ( Fagus ), de noyer ( Juglans ) et de houblon ( Ostrya ). Lorsqu'elle est attaquée par un oiseau, la chenille produit un sifflement aigu en expulsant l'air d'une paire de spirales dans son abdomen. Cette adaptation anti-prédateur peut surprendre l'oiseau, qui peut alors rejeter la chenille.

## Systématique
L'espèce Amorpha juglandis a été décrite en 1797 par le naturaliste anglais James Edward Smith sous le nom initial de Sphinx juglandis.
La localité type est l'État de Géorgie.
Le genre Amorpha a été décrit par l’entomologiste allemand Jakob Hübner en 1810.
Le nom Amorpha désigne aussi un genre végétal de la famille des Fabaceae.

### Synonymie
Pour le genre
- Cressonia Grote & Robinson, 1865[4]

Pour l'espèce
- Sphinx juglandis J.E. Smith, 1797 protonyme
- Cressonia juglandis
- Laothoe juglandis
- Sphinx instibilis Martyn, 1797[5]
- Smerinthus pallens Strecker, 1873[6]
- Cressonia robinsonii Butler, 1876[7]
- Cressonia hyperbola Slosson, 1890[8]
- Cressonia juglandis alpina Clark, 1927[9]
- Cressonia juglandis manitobae Clark, 1930[10]